# Bãi ngầm
Bãi ngầm (tiếng Anh: bank) là một địa hình đáy đại dương với đỉnh nằm ở độ sâu dưới 200 mét so với mực nước biển nhưng không gần mặt nước đến mức gây nguy hiểm cho tàu thuyền. Địa hình này có mặt tại thềm lục địa hay gần các hòn đảo. Loại địa hình tương tự nhưng sâu hơn 200 m được gọi là cao nguyên đại dương, trong khi những bãi ngầm có đỉnh gần mặt nước và có thể gây nguy hiểm cho lưu thông được gọi là bãi cạn. Một số bãi ngầm là những vùng đánh bắt cá quan trọng.

## Một số bãi ngầm lớn

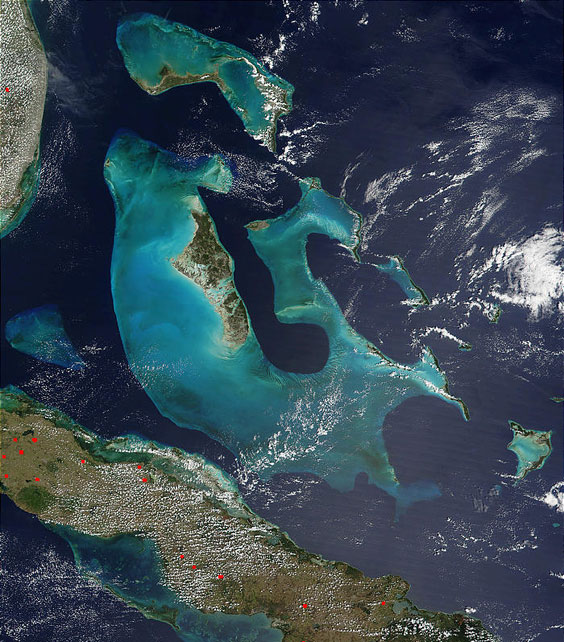
Các bãi ngầm Bahama - gồm bãi ngầm Bahama Lớn và bãi ngầm Bahama Nhỏ - ở gần bờ biển miền đông nước Mỹ

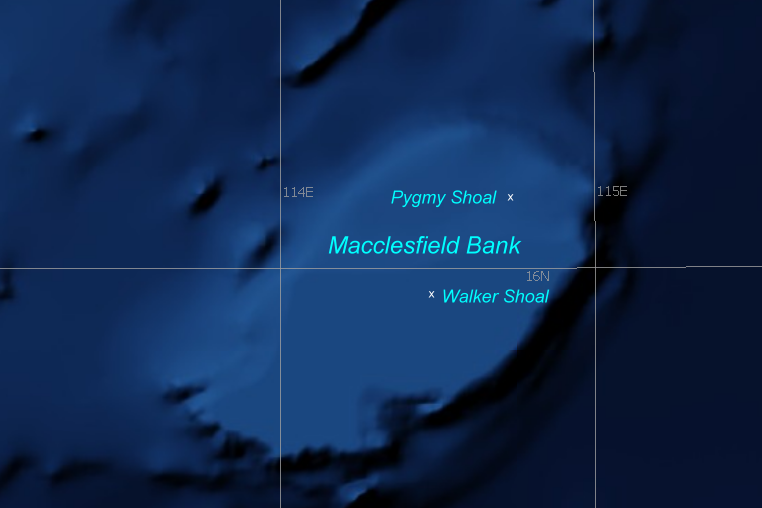
Bãi ngầm Macclesfield thuộc khu vực bắc Biển Đông

1. Các bãi ngầm lớn Newfoundland (280.000 km²) - bãi ngầm có nguồn lục địa
2. Bãi ngầm Bahama Lớn (95.798,12 km², chưa kể diện tích các đảo)
3. Bãi ngầm Saya de Malha (35.000 km², không tính bãi ngầm North, sâu tối thiểu 7 m)
4. Bãi ngầm Seychelles (31.000 km², bao gồm 266 km² diện tích các đảo)
5. Bãi ngầm Georges (28.800 km²) - bãi ngầm có nguồn lục địa
6. Bãi ngầm Lansdowne (21.000 km², phía tây Nouvelle-Calédonie, sâu tối thiểu 3,7 m)
7. Bãi ngầm Dogger (17.600 km², sâu tối thiểu 13 m)
8. Bãi ngầm Bahama Nhỏ (14.260,64 km², chưa kể diện tích các đảo)
9. Bãi ngầm Great Chagos (12.642 km², bao gồm 4,5 km² diện tích các đảo)
10. Bãi Cỏ Rong, phía đông Quần đảo Trường Sa (8.866 km², sâu tối thiểu 9 m)
11. Bãi ngầm Caicos, Quần đảo Turks và Caicos (7.680 km², bao gồm 589,5 km² diện tích các đảo)
12. Bãi ngầm Macclesfield (6.448 km², sâu tối thiểu 9,2 m)
13. Bãi ngầm North hay bãi ngầm Ritchie (5.800 km², phía bắc bãi ngầm Saya de Malha, sâu tối thiểu dưới 10 m)
14. Bãi ngầm Cay Sal (5.226,73 km², bao gồm 14,87 km² diện tích các đảo)
15. Bãi ngầm Rosalind (4.500 km², sâu tối thiểu 7,3 m)